# Leica Digital-Modul-R

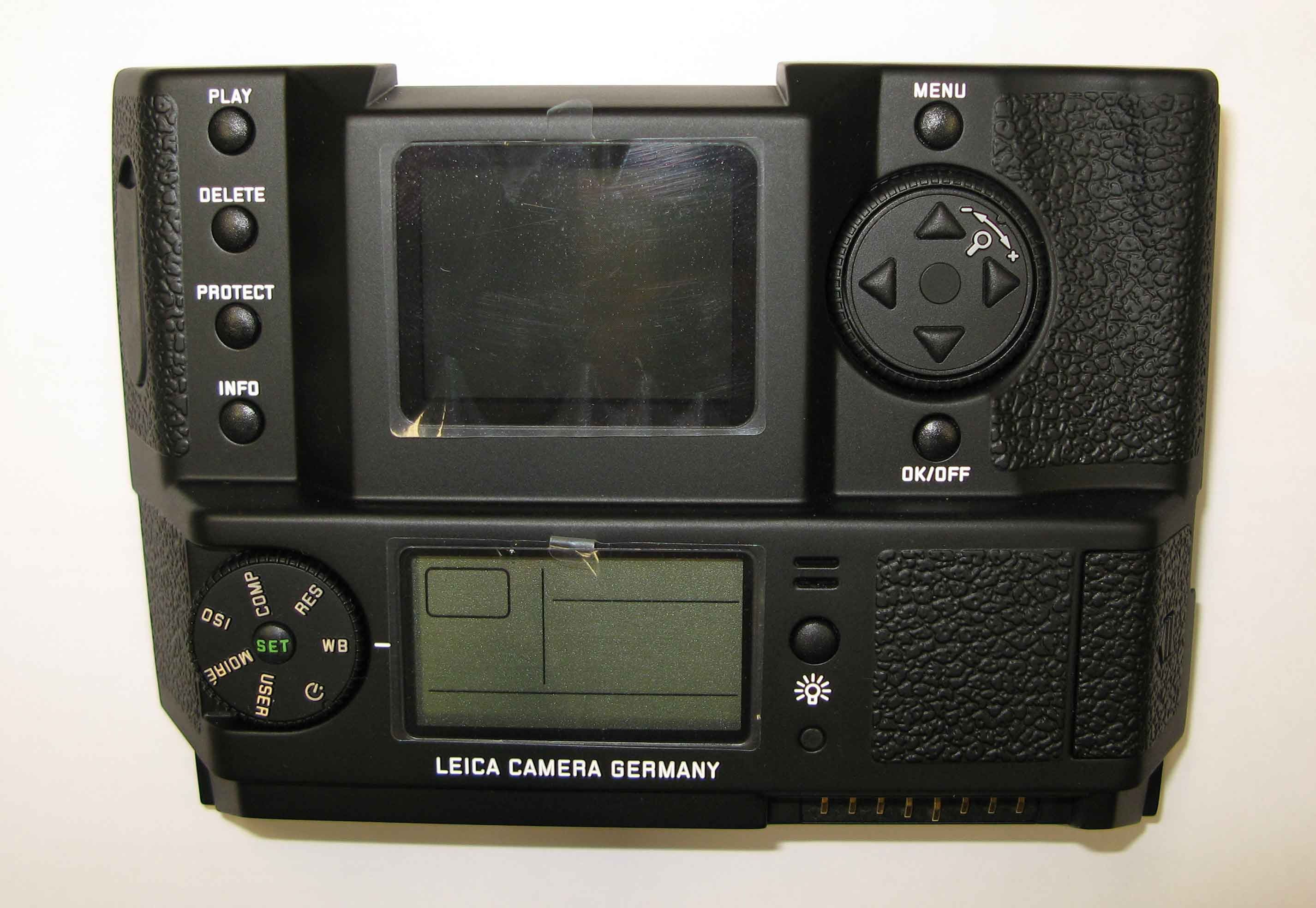
Rückseite

Das Leica Digital-Modul-R ist ein digitales Rückteil, das die beiden analogen Leica-Kameratypen R8 und R9 zu hybriden Kameras erweitert. Durch die Erweiterung kann sowohl analog (Film) als auch digital (SD-Karte) fotografiert werden. Die beiden Kameras sind weltweit die einzigen hybriden Kleinbildkameras.
Mit der Auslieferung begann Leica etwa ein halbes Jahr später als angekündigt am 15. Juni 2005, im Februar 2007 wurde die Produktion eingestellt.
Die Bildqualität des digitalen Rückteils wurde nur geringfügig schlechter bewertet als die eines hochwertigen Farbfilms. Beim Vergleich von analogem und digitalem Rückteil ist zu berücksichtigen, dass das digitale Rückteil einen Formatfaktor von 1,37 hat, so dass von dem mit zehn Millionen Bildpunkten ausgestatteten Bildsensor ein deutlich kleinerer Bildwinkel erfasst wird, als bei der Verwendung von Kleinbildfilm. Das digitale Rückteil kann maximal bei einem Belichtungsindex von ISO 1600 betrieben werden.

## Technische Daten
- Typ: zu LEICA R8 und R9 voll kompatibles, vom Fotografen selbst wechselbares Digitalmodul
- Objektive: alle LEICA R-Objektive sowie die früheren LEICAFLEX/SL/SL2-Objektive mit nachträglich eingebauten R-Steuernocken können verwendet werden.
- Bildsensor: 3872 × 2576 Pixel (10 MPixel) CCD-Chip
- Formatfaktor: 1,37 (26,4 mm × 17,6 mm)
- Belichtungsindex: ISO 100 bis ISO 1600
- Speichermedium: SD-Card
- Daten-Formate: RAW (DNG), TIFF, 2 JPEG-Kompressionsstufen
- SW-Display zeigt: Bildzählwerk, ISO, Belichtungskorrektur, Batteriezustand, Selbstauslöser, Kompression, Auflösung, Moiré an/aus, Weißabgleich.
- Menü: Schärfe, Farbsättigung, Kontrast, Bildnummerierung, Farbdisplay-Kontrast, Farbdisplay-Helligkeit, Autoreviewdauer, Histogramm an/aus, Energiesparmöglichkeiten, Karte formatieren, Alarmsignale, Audiohistogramm an/aus, Datum, Zeit, User-Profile, Firmware Update, Reset.
- Schnittstelle: IEEE 1394 Firewire
- Stromversorgung: spezieller Lithium-Ionen-Akku (zzgl. Leica Quick Charger für R8 und R9 Digital Modul-R)
- Farbmonitor: zur Bildbetrachtung und zur Benutzerführung im Menü.
- Verschlussaufzug: motorisch, mit Hilfe der Power-Unit.
- Maße: vergleichbar zu LEICA R8/R9 mit Motordrive (B × H × T) 158 × 140 × 89 mm.
- Gewicht: DMR mit Power Unit und Akku: 725 g, DMR komplett mit R9: 1395 g

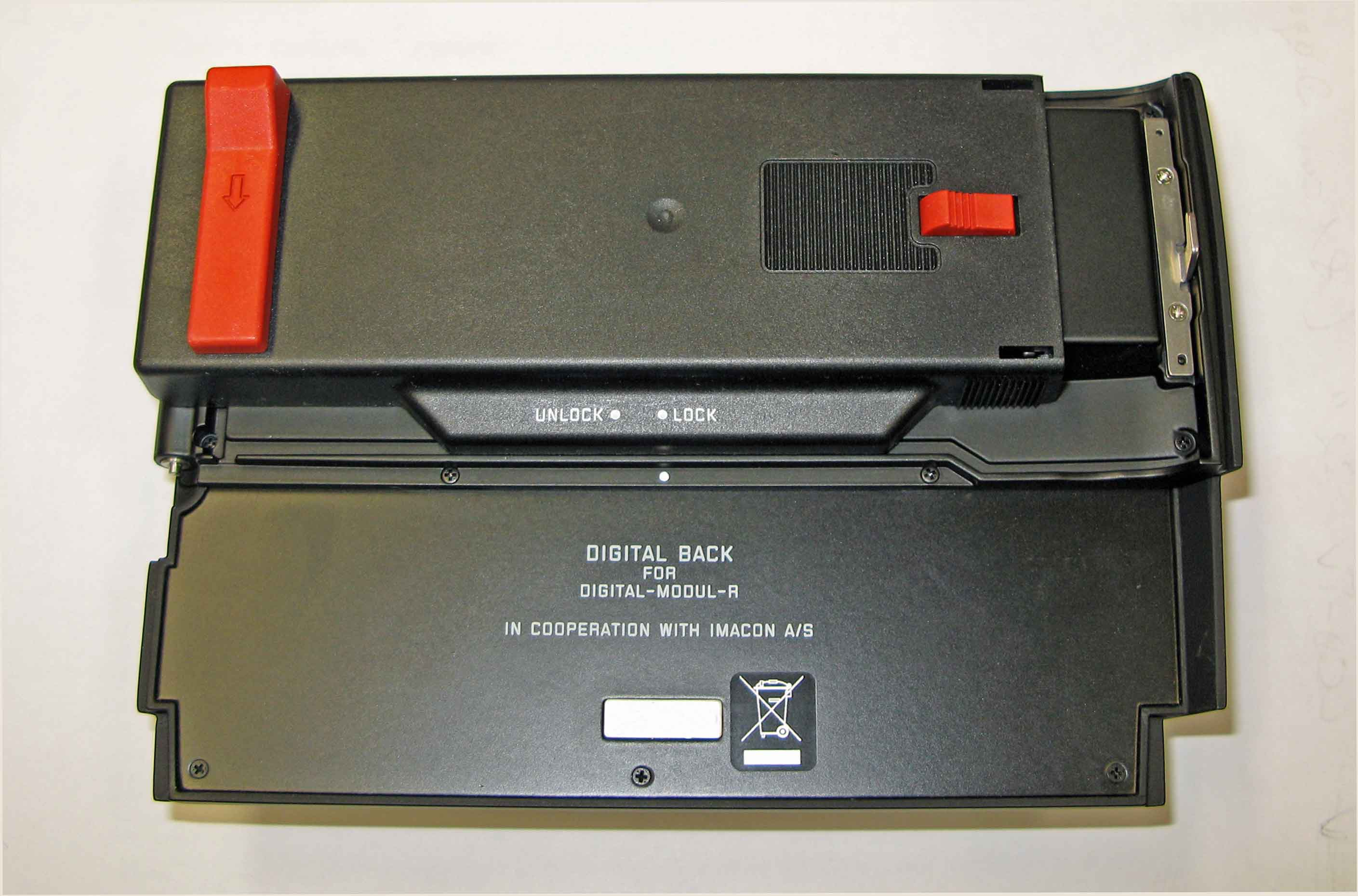
Innenseite
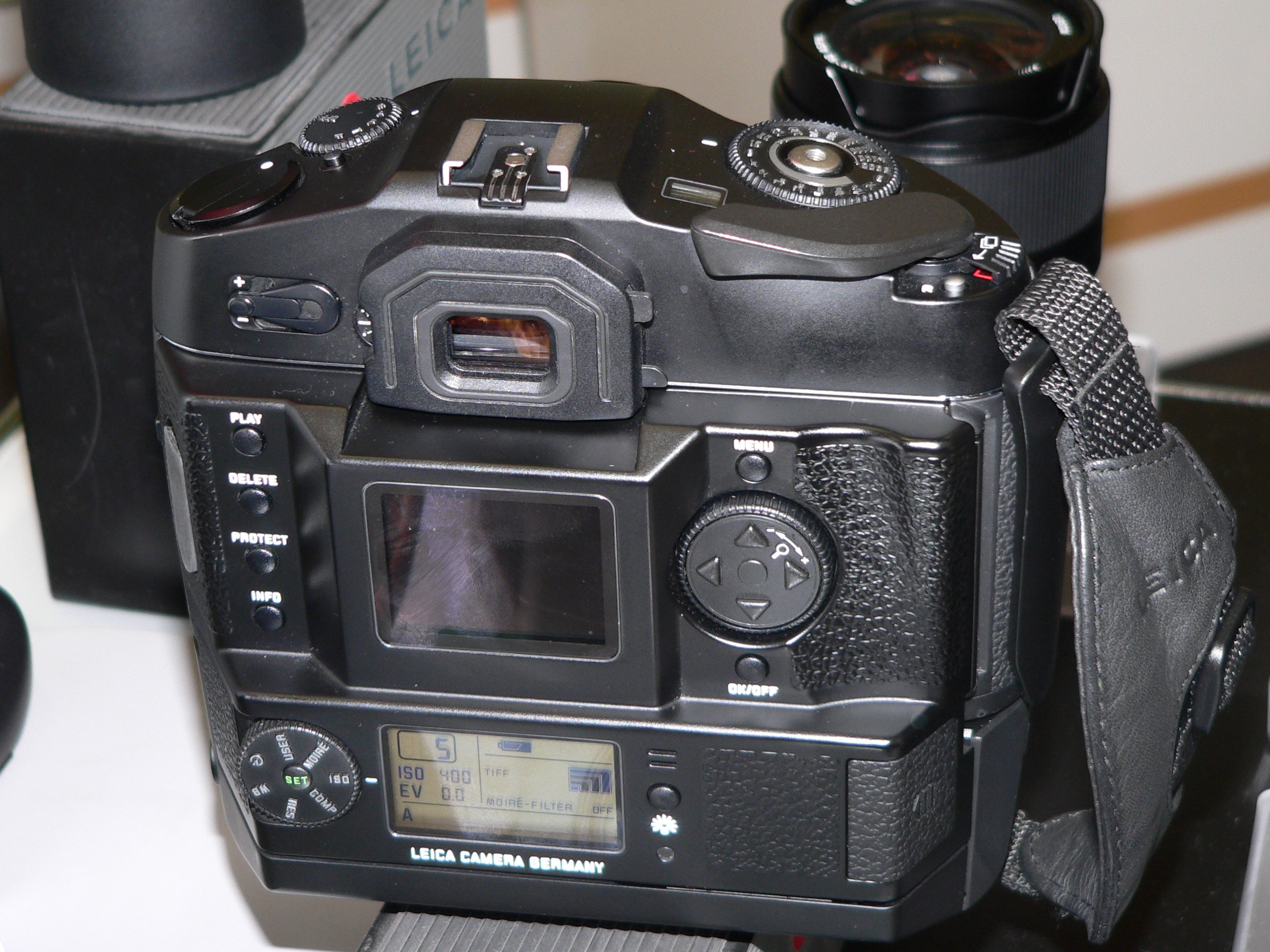